# Пеллетье де Шамбюр, Лорен Огюст
Лорен Огюст де Шамбюр, полное имя Лоре́н Огю́ст Пеллетье́ де Шамбю́р (фр. Laurent Augustin Pelletier de Chambure; 30 марта 1789 года, Витто — 11 июля 1832 года, Париж) — французский генерал.

## Биография
Лорен Огюст де Шамбюр принимал участие во всех походах времени первой империи и прославился своей безумной храбростью.
Особенно отличился при осаде Данцига в 1813 году, когда неприятели прозвали группу волонтёров, состоявшую под его начальством, «адской колонной» (colonne infernale), a его самого — «дьяволом» (diable). После сдачи Данцига, попал в плен к союзникам и вернулся во Францию только в 1815 году, где в том же году был приговорён к смерти; нашёл убежище в Бельгии.
Вернулся во Францию только после июльской революции 1830 года. Был назначен военным министром Сультом полковником Генерального штаба.
Умер от холеры в 1832 году.

## Сочинения
- «Napoléon et des contemporains», в 12 книгах, иллюстрированных знаменитыми художниками того времени (1826—1827)[1].